# Богадельня Вознесенского храма (Звенигород)
Богадельня Вознесенского храма — здание старой богадельни города Звенигорода, построенное старостой Вознесенского храма купцом Иваном Семёновичом Стариченковым в 1852 году. Является одним из старейших гражданских зданий города.

## История
Осуществлял постройку здания староста Вознесенского храма купец Иван Семёнович Стариченков, который специально для строительства на свои деньги купил землю, оформил эту землю в собственность храма и положил 3000 рублей серебром для получения процентов на содержание богоугодного заведения. Предполагалось, что в богадельне будут проживать 5 лиц мужского и 7 лиц женского пола из духовного звания и мещан. В 1890 году Анна Петровна Стариченкова обращается к викарному епископу Можайскому и сообщает, что после Ивана Семёновича Стариченкова бессменным старостой Вознесенского храма более 30 лет был её отец Пётр Иванович Стариченков, но по его смерти и избрании нового старосты, причт церкви отстранил её от заведования богадельней и хочет отторгнуть дом в собственность храма. Это, как она считает, незаконно, поскольку её дед строил здание на свои средства и никогда не передавал прав на здание церкви. Об этом она и просит архиерея поставить в известность причт храма. В ответ на письмо Анны Петровны Московская духовная консистория провела расследование, в результате которого открылось, что её дед пожертвовал землю храму, но продавший Стариченкову землю Корчагин уступил её для богоугодной цели практически за бесценок, а кирпич под постройку произведён на церковные средства. С самого начала богадельня числилась церковной, и это отмечалось в ежегодных отчётах в вышестоящие инстанции. К тому же капитал на содержание богадельни только 3000 руб. был пожертвован её дедом, а остальные 4000 — другими жертвователями. В результате судебных прений Московский окружной суд в 1895 году признал справедливость прав церкви на дом и постановил выдать храму свидетельство.
Сегодня богадельня находится в частной собственности.